# Gillian Barge
Gillian Betty Barge, auch Gillian Betty Bargh (* 27. Mai 1940 in Hastings, East Sussex; † 19. November 2003 in Ipswich, Suffolk) war eine britische Schauspielerin. 

## Leben
Gillian Barge hatte eine lange Bühnenkarriere in Großbritannien, wo sie sowohl in Komödien als auch in Dramen auftrat. Sie spielte in einer großen Anzahl von britischen Fernsehfilmen und Miniserien mit. 
Barge starb mit 63 Jahren an Krebs.

## Filmografie (Auswahl)
- 1973: Bis zum letzten Patienten (The National Health)
- 1981: World’s End (Fernsehserie, 8 Folgen)
- 1983: King Lear (Fernsehfilm)
- 1984: Gänsemarsch (Laughter House)
- 1985: The Black Tower (Miniserie)
- 1990: Agatha Christie’s Poirot (Fernsehserie, Folge: The Mysterious Affair at Styles)
- 1990: One Foot in the Grave (Fernsehserie, eine Folge)
- 1991: A Dangerous Man: Lawrence After Arabia (Fernsehfilm)
- 1991: Chimera (Miniserie)
- 1991: Miss Marple: They Do It with Mirrors (Fernsehfilm)
- 1993: Mesmer
- 1993: A Question of Guilt (Fernsehfilm)
- 1996: Cambridge Fieber (Eskimo Day, Fernsehfilm)
- 1997: Die unheimlichen Besucher (Uninvited, Fernsehserie, 2 Folgen)
- 1997: A Dance to the Music of Time (Miniserie)
- 1999: Inspektor Wexford ermittelt (Ruth Rendell Mysteries, Fernsehserie, Folge: The Lake of Darkness)
- 1999: Katastrophe im Schwarzen Loch (Doomwatch: Winter Angel, Fernsehfilm)
- 1999: Dr Willoughby (Fernsehserie, eine Folge)
- 2000: Anna Karenina (Miniserie)
- 2001: Die Liebe der Charlotte Gray (Charlotte Gray)
- 2001: Armadillo (Fernsehserie)
- 2001: Die Entdeckung des Himmels (The Discovery of Heaven)
- 2002: Inspector Barnaby (Fernsehserie, eine Folge)
- 2002: The Jury (Miniserie)
- 2003: Tatsächlich… Liebe (Love Actually)

## Nominierungen
- 2001: Nominierung für den Laurence Olivier Award (Saison 2000) als Beste Nebendarstellerin in Passion Play